# Palmiro Masciarelli
Palmiro Masciarelli, född 7 januari 1953 i Pescara, är en tidigare professionell tävlingscyklist från Italien. Han var professionell mellan 1976 och 1988. 
Under sin karriär vann han bland annat en etapp under Giro d'Italia och en annan på Vuelta a España. Han vann också spurttävlingen på Giro d'Italia två gånger under sin karriär (1982 och 1983).
Sedan 2002 leder han det professionella stallet Acqua & Sapone. Tidigare har han också jobbat för cykelstallen Jolly Componibili-Club 88, Gis Gelati och Cantina Tollo.
Hans söner Simone, Andrea och Francesco är även de tävlingscyklister och alla tre tävlar i sin fars stall, Aqua & Sapone.

## Meriter
1978
1:a, etapp 4, Tirreno-Adriatico
1979
2:a, Trofeo Pantalica
1980
3:a, Giro dell'Umbria
1981
2:a, Tour de l'Aude
2:a, Coppa Placci
3:a, Capo d'Elba
1982
1:a, Spurttävlingen, Giro d'Italia
1:a, GP Cecina
1:a, GP Montelupo
2:a, Coppa Bernocchi
2:a, San Piero in Belvedere
2:a, etapp 3, GP du Midi-Libre
2:a, Trofeo Matteotti
1983
1:a, Coppa Bernocchi
1:a, etapp 10, Giro d'Italia
1:a, Spurttävlingen, Giro d'Italia
2:a, Coppa Notisone Noto
3:a, Giro della Romagna
1984
1:a, etapp 10, Vuelta a España
1985
2:a, Giro della Provincia Di Reggio Calabria
2:a, GP Vittoria
2:a, Trofeo Matteotti
3:a, etapp 2, Tirreno-Adriatico
1986
2:a, etapp 1, Tirreno-Adriatico
3:a, Giro dell'Umbria